# We Can Work It Out
"We Can Work It Out" is een lied geschreven door Paul McCartney en John Lennon, uitgebracht door The Beatles als een dubbelplaat met het nummer "Day Tripper". De single werd uitgebracht op dezelfde dag als het album Rubber Soul, maar beide nummers staan desondanks niet op de plaat. De single bereikte nummer één in de Verenigde Staten, het Verenigd Koninkrijk en Nederland. Het nummer is later op het in 1973 uitgebrachte verzamelalbum 1962-1966 terechtgekomen.
Het nummer is een van de weinige liedjes van The Beatles die werkelijk door samenwerking tussen Lennon en McCartney ontstond. De coupletten en het refrein met het optimistische karakter zijn typisch McCartney, terwijl de brug (of Middle Eight), het stuk dat begint met de pessimistische tekst Life is very short and there's no time, tekstueel typisch iets van Lennon is. McCartney schreef de tekst naar aanleiding van een relatiecrisis met zijn toenmalige vriendin Jane Asher. Hij had er namelijk moeite mee dat zij niet genoegen nam met een bestaan als 'de geliefde van', maar een eigen carrière nastreefde als (film)actrice. Hoewel McCartney's tekst op het eerste gezicht opbeurend klinkt is die eigenlijk nogal uit de hoogte: 'zie het op jouw manier, dan blijven we ruziën, zie het op mijn manier, dan komen we er wel uit'. Ook andere McCartney composities uit die periode refereren aan dit conflict, waaronder You Won't See Me, I'm Looking Through You en mogelijk Drive My Car. Asher was ten tijde van We Can Work It Out bezig met de filmopnames van Alfie met onder meer Michael Caine. Jane Asher is de zuster van Peter Asher van Peter & Gordon, waarvoor Lennon en McCartney ook liedjes schreven.
In het nummer bespeelt John Lennon behalve akoestische gitaar ook een Mannborg harmonium.

## Artiesten en medewerkers
- Paul McCartney: zang, basgitaar
- John Lennon: zang, akoestische gitaar, harmonium
- George Harrison: tambourine
- Ringo Starr: drums
- George Martin: producer
- Norman Smith: technicus

## Coverversie
- Deep Purple coverde het nummer op hun studioalbum The Book of Taliesyn uit 1968.
- Stevie Wonder coverde het nummer op zijn album Signed, Sealed & Delivered uit 1970.
- Chaka Khan op het album What Cha' Gonna Do for Me uit 1981

## Hitnoteringen
| "We Can Work It Out / Day Tripper" in de Nederlandse Top 40 binnen: 25-12-1965 | "We Can Work It Out / Day Tripper" in de Nederlandse Top 40 binnen: 25-12-1965 | "We Can Work It Out / Day Tripper" in de Nederlandse Top 40 binnen: 25-12-1965 | "We Can Work It Out / Day Tripper" in de Nederlandse Top 40 binnen: 25-12-1965 | "We Can Work It Out / Day Tripper" in de Nederlandse Top 40 binnen: 25-12-1965 | "We Can Work It Out / Day Tripper" in de Nederlandse Top 40 binnen: 25-12-1965 | "We Can Work It Out / Day Tripper" in de Nederlandse Top 40 binnen: 25-12-1965 | "We Can Work It Out / Day Tripper" in de Nederlandse Top 40 binnen: 25-12-1965 | "We Can Work It Out / Day Tripper" in de Nederlandse Top 40 binnen: 25-12-1965 | "We Can Work It Out / Day Tripper" in de Nederlandse Top 40 binnen: 25-12-1965 | "We Can Work It Out / Day Tripper" in de Nederlandse Top 40 binnen: 25-12-1965 | "We Can Work It Out / Day Tripper" in de Nederlandse Top 40 binnen: 25-12-1965 | "We Can Work It Out / Day Tripper" in de Nederlandse Top 40 binnen: 25-12-1965 | "We Can Work It Out / Day Tripper" in de Nederlandse Top 40 binnen: 25-12-1965 | "We Can Work It Out / Day Tripper" in de Nederlandse Top 40 binnen: 25-12-1965 | "We Can Work It Out / Day Tripper" in de Nederlandse Top 40 binnen: 25-12-1965 |
| Week                                                                           | 1                                                                              | 2                                                                              | 3                                                                              | 4                                                                              | 5                                                                              | 6                                                                              | 7                                                                              | 8                                                                              | 9                                                                              | 10                                                                             | 11                                                                             | 12                                                                             | 13                                                                             | 14                                                                             |                                                                                |
| ------------------------------------------------------------------------------ | ------------------------------------------------------------------------------ | ------------------------------------------------------------------------------ | ------------------------------------------------------------------------------ | ------------------------------------------------------------------------------ | ------------------------------------------------------------------------------ | ------------------------------------------------------------------------------ | ------------------------------------------------------------------------------ | ------------------------------------------------------------------------------ | ------------------------------------------------------------------------------ | ------------------------------------------------------------------------------ | ------------------------------------------------------------------------------ | ------------------------------------------------------------------------------ | ------------------------------------------------------------------------------ | ------------------------------------------------------------------------------ | ------------------------------------------------------------------------------ |
| Positie                                                                        | 1                                                                              | 1                                                                              | 1                                                                              | 1                                                                              | 1                                                                              | 1                                                                              | 1                                                                              | 3                                                                              | 5                                                                              | 9                                                                              | 13                                                                             | 21                                                                             | 32                                                                             | 39                                                                             | uit                                                                            |

| "We Can Work It Out / Day Tripper" in de Single Top 100 binnen: 25-12-1965 | "We Can Work It Out / Day Tripper" in de Single Top 100 binnen: 25-12-1965 | "We Can Work It Out / Day Tripper" in de Single Top 100 binnen: 25-12-1965 | "We Can Work It Out / Day Tripper" in de Single Top 100 binnen: 25-12-1965 | "We Can Work It Out / Day Tripper" in de Single Top 100 binnen: 25-12-1965 | "We Can Work It Out / Day Tripper" in de Single Top 100 binnen: 25-12-1965 | "We Can Work It Out / Day Tripper" in de Single Top 100 binnen: 25-12-1965 | "We Can Work It Out / Day Tripper" in de Single Top 100 binnen: 25-12-1965 | "We Can Work It Out / Day Tripper" in de Single Top 100 binnen: 25-12-1965 | "We Can Work It Out / Day Tripper" in de Single Top 100 binnen: 25-12-1965 | "We Can Work It Out / Day Tripper" in de Single Top 100 binnen: 25-12-1965 | "We Can Work It Out / Day Tripper" in de Single Top 100 binnen: 25-12-1965 | "We Can Work It Out / Day Tripper" in de Single Top 100 binnen: 25-12-1965 | "We Can Work It Out / Day Tripper" in de Single Top 100 binnen: 25-12-1965 |
| Week                                                                       | 1                                                                          | 2                                                                          | 3                                                                          | 4                                                                          | 5                                                                          | 6                                                                          | 7                                                                          | 8                                                                          | 9                                                                          | 10                                                                         | 11                                                                         | 12                                                                         |                                                                            |
| -------------------------------------------------------------------------- | -------------------------------------------------------------------------- | -------------------------------------------------------------------------- | -------------------------------------------------------------------------- | -------------------------------------------------------------------------- | -------------------------------------------------------------------------- | -------------------------------------------------------------------------- | -------------------------------------------------------------------------- | -------------------------------------------------------------------------- | -------------------------------------------------------------------------- | -------------------------------------------------------------------------- | -------------------------------------------------------------------------- | -------------------------------------------------------------------------- | -------------------------------------------------------------------------- |
| Positie                                                                    | 1                                                                          | 1                                                                          | 1                                                                          | 1                                                                          | 1                                                                          | 1                                                                          | 1                                                                          | 2                                                                          | 3                                                                          | 9                                                                          | 11                                                                         | 18                                                                         | uit                                                                        |

### NPO Radio 2 Top 2000
| Nummer met noteringen in de NPO Radio 2 Top 2000 | '99 | '00  | '01 | '02 | '03 | '04 | '05  | '06  | '07 | '08 | '09  | '10  | '11  | '12  | '13  | '14  | '15  | '16  | '17  | '18  | '19  |
| ------------------------------------------------ | --- | ---- | --- | --- | --- | --- | ---- | ---- | --- | --- | ---- | ---- | ---- | ---- | ---- | ---- | ---- | ---- | ---- | ---- | ---- |
| We Can Work It Out                               | 738 | 1044 | 724 | 843 | 941 | 992 | 1201 | 1069 | 930 | 985 | 1078 | 1240 | 1380 | 1261 | 1408 | 1567 | 1268 | 1564 | 1740 | 1736 | 1868 |

1. ↑  Een vetgedrukt getal geeft de hoogste notering aan.
2. ↑  Deze tabel is bijgewerkt tot en met de laatste editie (2024).